# Tridentiger trigonocephalus
 Tridentiger trigonocephalus es una especie de peces de la familia de los Gobiidae en el orden de los Perciformes.

## Morfología
Los machos pueden llegar a alcanzar los 11 cm de longitud total.

## Reproducción
Es ovíparo y los huevos son depositados en nidos que son protegidos por el macho. 

## Hábitat
Es un pez de clima templado(2 °C-20 °C) y demersal.

## Distribución geográfica
Se encuentran en Asia: Siberia oriental, la China, Corea y el Japón.

## Observaciones
Es inofensivo para los humanos. 